# Bembicium
Bembicium is een geslacht van weekdieren uit de klasse van de Gastropoda (slakken).

## Soorten
- Bembicium altum (Tate, 1894) †
- Bembicium auratum (Quoy & Gaimard, 1834)
- Bembicium discoideum Reid, 1988 †
- Bembicium flavescens (Philippi, 1851)
- Bembicium hokianga (Laws, 1948) †
- Bembicium melanostoma (Gmelin, 1791)
- Bembicium nanum (Lamarck, 1822)
- Bembicium priscum Powell & Bartrum, 1929 †
- Bembicium vittatum Philippi, 1846